# Kalesony

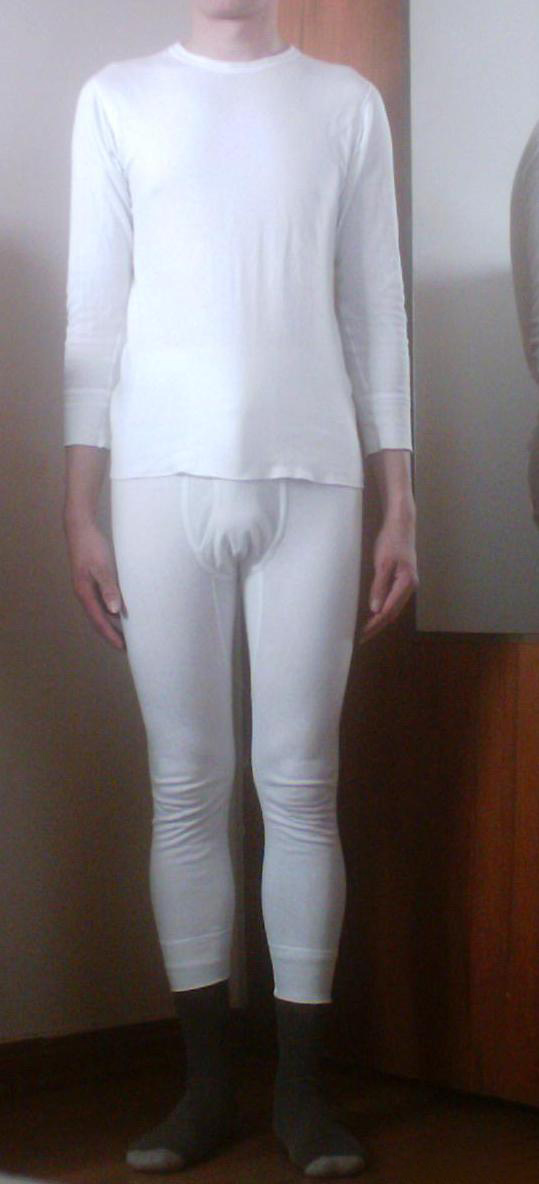
Mężczyzna w podkoszulku z długim rękawem i (długich) kalesonach

Kalesony (fr. caleçon „majtki, spodenki, gacie”, wł. calzoni „spodnie”) – rodzaj ciepłej bielizny męskiej, długie spodnie zakładane pod ubrania wierzchnie (najczęściej spodnie) wykonane z przyjaznego dla ciała trykotu w celu ochrony nóg przed wyziębieniem, przeznaczone głównie do noszenia w chłodne dni. Poza ochroną wewnętrznych warstw ubrania przed zabrudzeniem, kalesony są noszone również dla komfortu lub higieny. Kalesony, jako określenie bielizny wojskowej, wyparły wcześniej obowiązującą nomenklaturę: wewnętrzne burki (Ispodnije briuki) obowiązującą w latach 1907–1920, a następnie spodnie wewnętrzne – od 1921 roku do połowy lat 70. XX wieku.
Kalesony są raczej obcisłe i wykonane z miękkiej naturalnej lub/oraz elastycznej dzianiny, najczęściej sięgające do kostek (wstępują też modele sięgające do połowy uda – kalesony krótkie, lub kolan), z rozcięciem z przodu (rozporkiem), umożliwiającym oddawanie moczu bez konieczności ściągania z siebie całości. Kalesony długie noszone są pod spodniami podczas mroźnej (lub wietrznej) pogody, w celu ochrony nóg przed zimnem. Stanowią także część bielizny termoaktywnej używanej podczas wypraw polarnych i wysokogórskich. Wykonane są wtedy z nowoczesnych włókien, zapewniających odpowiednią ochronę w ekstremalnych warunkach termicznych. Do lat 70. XX wieku na metce tego, co dziś nazywa się często bokserki, widniała nazwa kalesony i ewentualnie krótkie kalesony, zaś na długich właśnie kalesony długie. Początkowo nazwa bokserki była zarezerwowana jedynie dla luźnych spodenek. Dziś jest używana także dla obcisłej bielizny z krótkimi nogawkami – a więc krótkich kalesonów. Wymieniona definicja występuje w Słowniku języka polskiego PWN z 1978, a w ogóle nie ma tam hasła bokserki.

## Etymologia
Pochodzenie słowa kalesony wyjaśnia historia ubioru. Zaczęło się od spodni, z francuskiego zwane Caleçon, a z włoskiego Calzoni, którymi są również kalesony. Takie zapożyczenie wyrazu z języka francuskiego nie powinno nas to dziwić, w końcu Paryż przez lata uznawany był za światową stolicę mody, która kształtowała garderoby. Garderoba (fr. garde-robe), może oznaczać nie tylko pomieszczenie, w którym znajdują się ubrania, najczęściej słowa tego używa się po francusku w znaczeniu szafa. Zaglądając do garderoby na pewno natkniemy się na różnego rodzaju ubrania, czyli określane dawniej jako szaty. Dawniej zarówno kobiety, jak i mężczyźni nosili szaty i suknie do kostek. Ponieważ jazda na koniu w takim stroju była kłopotliwa, wymyślono nogawki. Pierwotnie były one ukryte pod odzieniem wierzchnim, dlatego określenie spodnie odnosiło się na początku do spodniego ubioru, czegoś noszonego pod spodem. Dopiero później ta część garderoby się usamodzielniła jako pełnoprawny element wierzchniego stroju. Nazwa jednak pozostała do dziś. Funkcję wstydliwych części ubioru przejęły majtki i kalesony. Zwane były żartobliwie ineksprymablami, od francuskiego inexprimable (niewyrażalny). W związku z tym używano także określenia niewymowne. Związek kalesonów ze spodniami notuje staropolszczyzna – słowo famurały, znane choćby z fraszek Jana Kochanowskiego, oznaczało i jeden, i drugi rodzaj "spodniego ubioru". Kalesony zostały z góry skompromitowane. Mimo że ich historia toczy się już od kilku wieków, a widok bielizny dawno przestał szokować opinię publiczną, one wciąż uznawane są za wstydliwą część ubrania. Kalesony były nawet określane eufemizmami, aby nie gorszyć towarzystwa rozmową o intymnych częściach ubioru. Nazwa kalesony była dodatkowo wstydliwa, ponieważ według etymologii ludowej (błędnej), wyraz kalesony pochodził od słowa kał. Przerażeni mężczyźni z wyższych sfer rozpaczliwie próbowali więc znaleźć delikatniejszy i mniej dosłowny zamiennik. Próby nie należały do udanych – przez lata były nazywane ineksprymablami (z fr. niewypowiedziany), niewymownymi, napoleonkami, ale ostatecznie wciąż pozostawały kalesonami. W Wielkopolsce funkcjonowała dla nich gwarowa nazwa jegiery – pochodząca od profesora Gustawa Jaegera, właściwie Gustava Jägera (1832-1917), XIX-wiecznego przyrodnika, higienisty i lekarza, który na szeroką skalę propagował noszenie ciepłej bielizny. Dawną nazwą tej części garderoby są gacie (wyraz ogólnosłowiański).
Angielskie słowo kalesony (long johns) wypatrzono po raz pierwszy w publikacji z 1943 roku, gdzie nazwano nim bieliznę produkowaną dla żołnierzy w trakcie II wojny światowej. Historycy nie są do końca pewni pochodzenia angielskiego słowa kalesony czyli Long Johns, chociaż Wisconsin Rapids Daily Tribune, z czerwca 1944 roku sugeruje, że najprawdopodobniej pochodzi od imienia boksera Johna L. Sullivana z Bostonu w Stanie Massachusetts, który w przeciwieństwie do innych zawodników swojej epoki walczył na ringu ubrany tylko kalesony, znanym również jako kostiumu Union suit. Tak ubrany mógł nawet przy niesprzyjających warunkach atmosferycznych posłać swoich przeciwników na deski. Gazeta humorystycznie również donosi, iż „Kiedy żołnierz wbije się w swoje kalesony, nieodmiennie napina bicepsy i kroczy dumnie po barakach niczym John L. Sullivan, na cześć którego nazwaną tę praktyczną choć nieurodziwą część garderoby męskiej”. O podobnej etymologi tego słowa jest przekonany np. Michael Quinion, brytyjski etymolog i pisarz, W 2004 roku wysnuł hipotezę, że słowo kalesony („John”), będące elementem męskiego ubioru może być odwołaniem właśnie do Sullivana, To wyjaśnienie jest jednak niepewne i pochodzenie słowa john nie jest ostatecznie znane. John Stanfield z Truro w Nowej Szkocji, wraz ze swoim bratem Mylesem opatentował i wprowadził na rynek pierwsze kalesony „dla mas” pod nazwą Long Johns. Miało to miejsce 7 grudnia 1915 roku.

## Historia
Historia kalesonów sięga wieków wstecz. Nazywane eufemizmami, niewymownymi, bądź napoleonkami były przez lata powodem do wstydu. Od XV wieku mężczyźni nosili również obcisłe pludry-majtki, bulfiaste spodnie sięgające przed kolano. Pojawiły się one na początku w Niemczech, by potem objąć całą Europę. Kolejnym etapem zmian w bieliźnie męskiej było przekształcenie się pludrów w kalesony, które, w zależności od statusu materialnego właściciela, szyte były z lnu, bawełny lub jedwabiu. Podobno takie kalesony przesłała królowi Zygmuntowi Augustowi w 1548 roku sułtanka Roksalana, żona sułtana Sulejmana Wielkiego. Średniowieczni muzułmanie nosili kalesony z białego płótna, przymocowane na pasie kosztownym sznurem. Na kalesony zakładano proste spodnie z kolorowego płótna, również wiązane sznurem. W XX wieku przyszedł czas na dopasowane kalesony z guzikami. Dzięki rozwojowi przemysłu zaczęto produkować je na skalę masową z mało szlachetnej bawełny, i przestały być luksusową częścią garderoby. W tym samym czasie w Azji, aby uczynić kalesony bardziej praktycznymi i przytrzymać je w jednym miejscu, guziki zastąpiono elastycznym paskiem w talii. Pomysł szybko zyskał na popularności i tak zrodził się archetyp dzisiejszych bokserek.

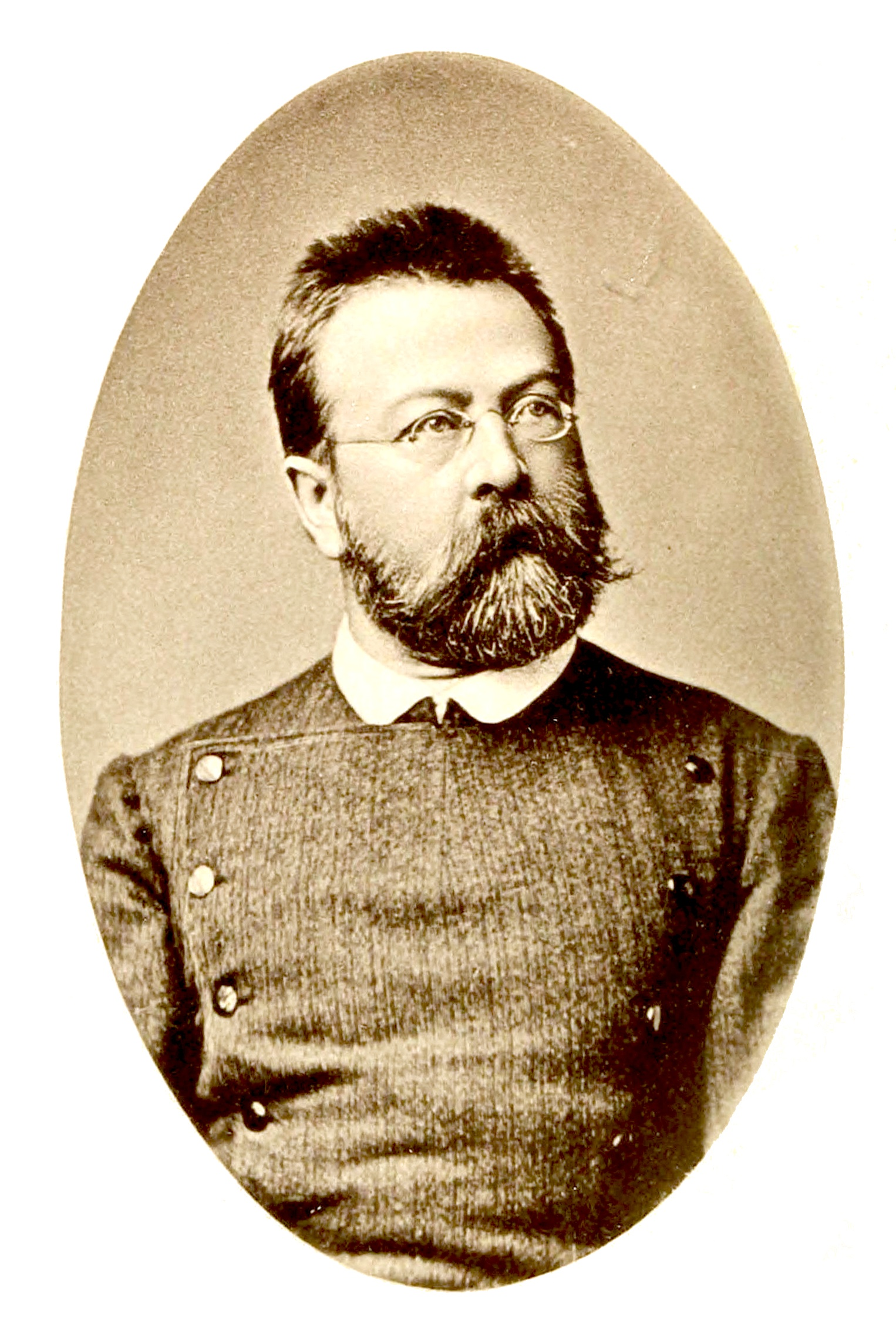
Portret of Gustava Jägera z jego książki Entdeckung der Seele z 1884 roku.

Około XIII wieku duże, workowate kalesony wykonane z lnu, zwane Braies, stały się ważnym elementem męskiej odzieży. Były noszone przez mężczyzn ze wszystkich klas społecznych. Rycerze nosili Braies pod swoją zbroją wraz z kilkoma warstwami odzieży. Były one oplecione wokół dolnej części ciała i związane rzemieniem wokół talii, nogach w połowie łydki.
Na terenie dzisiejszych Włoch już w średniowieczu znano calzoni, czyli ubranie którym można było osłonić nogi. Wyglądało niczym połączenie spodni z pończochami, często uszyte z materiałów w dwóch różnych kolorach. Takie odzienie nosiły zarówno kobiety, jak i mężczyźni. W XVI wieku, również we Włoszech, podobnych spodni, ale wykonanych z haftowanej tkaniny, używały przedstawicielki rodów królewskich. Nie nosiły ich na co dzień, ale do takich zajęć jak jazda konna, zakładając je pod sukienki. Jak podają źródła historyczne, największą ówczesną propagatorką kalesonów była księżna Katarzyna Medycejska. Dopiero w drugiej połowie XVIII wieku, kiedy to na Starym Kontynencie triumfy święcili oświeceniowi myśliciele, bielizna ta stała się bardziej powszechnym produktem. Z racji tego, że znów zaczęto przywiązywać uwagę do higieny i czystości, kalesonów używano jako odzienia, które można było regularnie zmieniać. W tym miejscu warto jednak zaznaczyć, że początkowo służyły one tylko jako część garderoby do spania – i to tym, którzy mogli sobie na nie pozwolić. W 1812 roku Napoleona Bonaparte, który ambitnie próbował ze swoją armią zdobywać mroźną Rosję, wydawał rozkazy z naciągniętymi na nogi kalesonami (i właśnie dlatego nazywane też „napoleonkami”). Żołnierze walczyli wtedy w lodowatych warunkach, przemierzając tysiące kilometrów na piechotę.
Prawdopodobnie kalesony stanowiły stały element męskiej odzieży mieszkańców Skandynawii. Mroźna, długa, czasem arktyczna zima zmuszała do ich używania. Bawełniane i lniane kalesony nosił król Szwecji i Norwegii Karol XIV Jan (z pochodzenia francuz, pradziad obecnego króla Karol XVI Gustawa), jego syn Oskar I oraz Karol XV. Wiemy o tym ponieważ zachowały się te akcesoria królewskiej bielizny. Kalesony w podobnej formie przetrwały aż do drugiej połowy XX wieku – przynajmniej w swojej męskiej wersji. Warto również wiedzieć, że dawniej, przed spopularyzowaniem rajstop, korzystały z nich także panie.

Do tego, aby nosić je pod spodniami, nawoływał, i to już w XIX wieku, niemiecki higienista profesor Gustav Jäger. Zachęcał zwłaszcza do używania kalesonów wełnianych. Nie bez przyczyny w zachodniej Polsce do dziś mówi się na nie jegiery, właśnie od nazwiska wspomnianego uczonego. Jäger grzmiał nie bez przyczyny. Kalesony nie tylko chronią przed wyziębieniem organizmu. Zmniejszają one ryzyko zapalenia pęcherza i korzonków nerwowych, dzięki czemu chronimy swoje nerki. To jeszcze nie koniec – chcąc zachować sprawność seksualną oraz płodność zimą trzeba "zabezpieczać" się właśnie w ten sposób. Nawet jeżeli nie przepadamy za noszeniem na sobie czegoś, co u wielu wywołuje na twarzy ironiczny uśmieszek. Słowo jagery (synonim rajstop lub kalesonów) możemy spotkać w jego pracy zatytułowanej Die als Normalkleidung Gesundheitsschutz, wydanej w 1880 roku, w której zalecał noszenie blisko skór szorstkich tkanin takich jak wełna, sprzeciwiając się zwłaszcza używania tkanin z wszelkiego rodzaju włókien roślinnych jak len. Uzasadniał to tym, że ludzie należą do królestwa zwierząt, a te noszą własne futra lub włosy. Zatem tkanina, która odpowiednio ochroni ludzką skórę, powinna być pochodzenia zwierzęcego. "Ludzie są ubrani w nienaturalną odzież wykonaną z włókien roślinnych, podczas gdy zwierzęta okryte są ich naturalnym włosiem. Wszyscy ludzie, aby być zdrowszymi muszą zmienić swoje nawyki odzieżowe". Rozwiązaniem na wszystko, według Jaegera, była sierść zwierzęca. W 1880 roku we współpracy z przedsiębiorącą z branży włókienniczej Wilhelmem Bengerem Söhne ze Stuttgartu wprowadził na rynek wełniane kalesony, oparte na wzorze średniowiecznych wełnianych rajstop. Ponowne zaprojektowanie ciepłej bielizny uważał za „najważniejszą reformę odzieżową”, a kalesony najważniejszym składnikiem codziennej odzieży. „W reformie odzieży męskiej, w odniesieniu do zdrowia, workowate długie spodnie powinny odgrywać główną rolę. Powinny być wykonane z owczej lub wielbłądziej dzianiny o porowatej strukturze. Powinny być również dopasowane tak, by powietrze nie mogło krążyć pomiędzy ciałem a spodniami, a więc nie dopuszczało zimnego powietrza do ciała” – tak pisał w Health Culture, swoim dziele wydanym w 1878 roku. Na tej podstawie Gustav Jäger twierdził, iż mężczyźni powinni nosić rajtuzy zamiast spodni, które całkowicie odbiegały od trendów jakie obowiązywały w ówczesnej modzie. Jego woolsystem okazał się wielkim sukcesem i miał wielu zwolenników zwanych „Jägerians”. Należeli do nich: Oskar Wilde, William Moris i Georg Shaw. W 1883 roku Lewis Tomalin założył przedsiębiorstwo Jeager, które wytwarzało bieliznę według wskazówek Jägera.

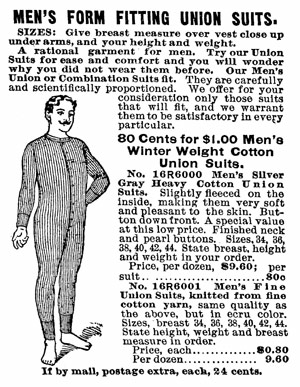
Union suit

W czasach wiktoriańskich kalesony były dwojakiego rodzaju: krótkie, aby być noszone pod bryczesy i długie – do noszenia pod spodnie .W Muzeum Wiktorii i Alberta w Londynie są przechowywane pończochy z 1795 roku, które przypominają kalesony. Posiadają „wysoką talię” (7,6 cm), wykonane z elastycznego materiału (dzianiny stockinettes), wzmocnienie płaskim szwem. Wewnątrz z tyłu posiadały wszyty kwadratowy klin. W tej samej kolekcji przechowywane są krótkie flanelowe kalesonki, które należały do Thomasa Kuttsu.

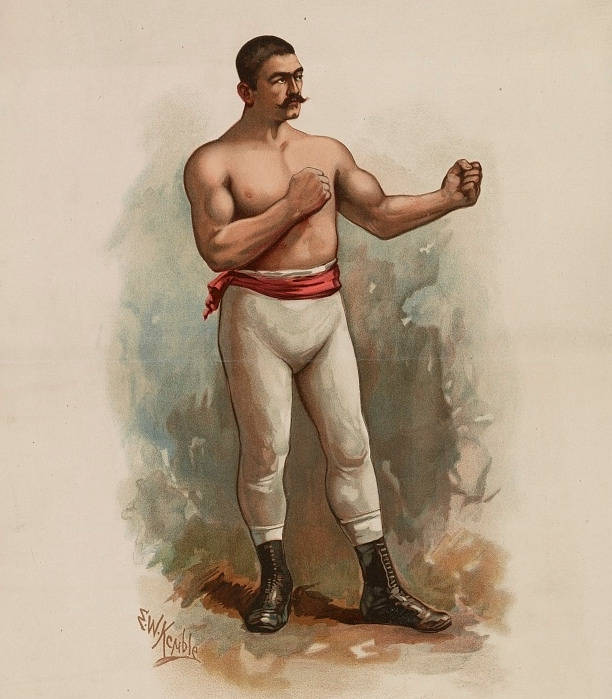
John L. Sullivan

Rewolucja przemysłowa, szczególnie wynalezienie maszyn przędzalniczych napędzanych parą i wodą, a także opracowanie technologii produkcji tkaniny bawełnianej „gin cotton” sprawiło, iż dzianina bawełniana stała się powszechnie dostępna i dała początek masowej produkcji bielizny. Bieliznę można było kupić w sklepach zamiast szyć ją samemu w domu.
Ważnymi wydarzeniami w historii męskiej bielizny było wynalezienie w roku 1793 przez Eli Whitneya metody przemysłowej produkcji tkaniny bawełnianej zaś w 1846 roku maszyny do szycia przez Eliasa Howe. Oba te wynalazki umożliwiły masową produkcję konfekcji. Do tej pory bowiem, bielizna szyta była ręcznie przez panie domu lub służące. Rozpoczęła się trwająca do dziś rewolucja przemysłowa. Ogromne fabryki zatrudniały wielkie rzesze robotników, pracujących przy gigantycznych krosnach, produkujących tysiące metrów tkanin. Robotnikami byli imigranci z najbiedniejszych regionów Europy. Liczyła się dla nich głównie praca – a dopiero potem wysokość zarobku. Inne fabryki przerabiały maszynowo bawełniane tkaniny. Centrum wytwarzania „drugiej skóry mężczyzny” powstało w Stanach Zjednoczonych – kraju, który jest ojczyzną największego wynalazku w dziejach przemysłu: produkcji masowej.
W 1868 roku Northwestern Knitting Company opatentowała jednoczęściowy kombinezon zwany Union suit. Była to swego rodzaju emancypacja żołnierzy Unii, którzy nosili wówczas ten kombinezon, najczęściej w kolorze czerwonym (wprowadzonym w 1891 roku). Tradycyjnie był wykonany z czerwonej flaneli. Posiadał długie rękawy i nogawki. Okrywał mężczyznę od nadgarstka do kostek, Zapinany był z przodu na guziki. W zależności od wielkości, niektóre kombinezony mogły mieć kilkanaście guzików z przodu, od szyi w dół aż do pachwiny. W następnych latach modele tej bielizny posiadały tylną klapę w okolicach pośladków pozwalając noszącemu oddawać się czynnością fizjologicznym. Taką innowację, zwaną Kenosha Klosed Krotch (potocznie zwaną jako "właz", "siedzenie", "klapą strażaka"), wprowadził w 1910 roku Horace Greeley Johnson z firmy Cooper Underwear Co. – co stało się standardem dla tego rodzaju bielizny męskiej. Klapa była zapinana jedynie na dwa guziki. Dla amerykańskich kowbojów, którzy w siodle spędzali większość życia i często w ciężkich warunkach pogodowych, takie kalesony były podstawowym – tuż obok dżinsów – elementem ubrania, pozwalającym przetrwać niskie temperatury podczas pracy wśród prerii.

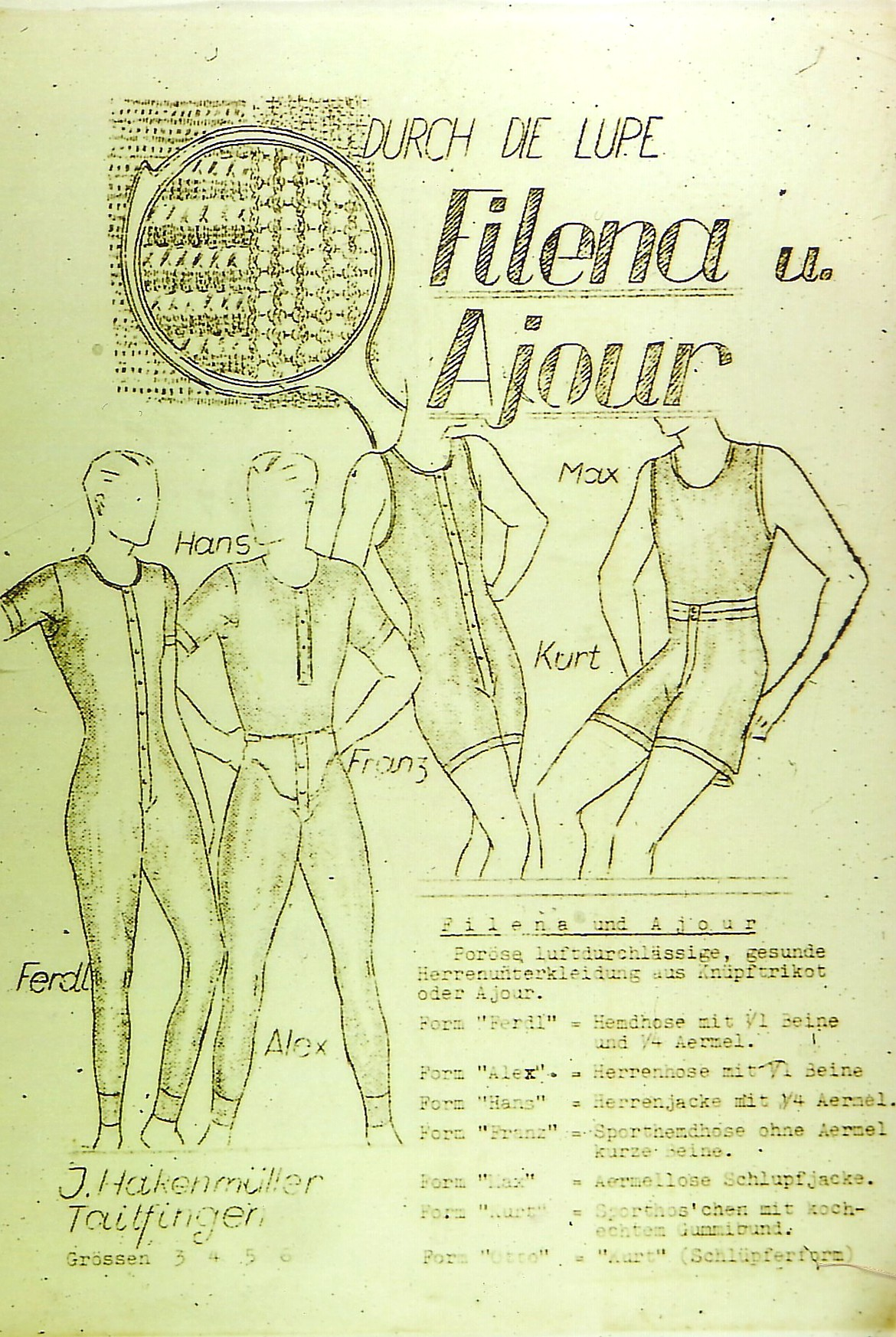
Długa bielizna J.Hakenmüllera z 1901 roku

Uważa się, że kalesony jakie znamy dzisiaj, a więc jako bieliznę męską od pasa w dół, pochodzą z Matlock w Derbyshire, gdzie zaczęła się ich produkcja przez Johna Smedley'sa w fabryce Lea Mills, pod koniec XIX wieku. Nosili je głównie robotnicy aby chronić się od zimna. W kalesonach walczył bokser John L. Sullivan 1858-1918) z Bostonu w Stanie Massachusetts, o przydomku Boston Strong Boy – amerykański pięściarz pochodzenia irlandzkiego, uznawany za pierwszego mistrza świata wagi ciężkiej we współczesnym zawodowym boksie. Słowo kalesony ("John"), będące elementem jego sportowego ubioru może być odwołaniem właśnie do jego imienia. Fakt ten wykorzystał potentat przemysłu tkackiego John Stanfield z Truro w Nowej Szkocji, który wraz ze swoim bratem Mylesem opatentował i wprowadził na rynek pierwsze kalesony "dla mas" pod nazwą Long Johns. Miało to miejsce 7 grudnia 1915 roku. Jednakże projekt kalesonów został przygotowany przez nich dużo wcześniej, bo w już 1898 roku, kiedy to opracowali niekurczliwą bieliznę Stanfield. Nie wiadomo dokładnie dlaczego zwlekali z upowszechnieniem tego wynalazku tyle czasu. Przypuszcza się, iż brakował im modela, który by się nie wstydził nosić i reklamować tego typu bieliznę. Zatem gdy pojawił się John L. Sullivan wykorzystali tę szansę i wprowadzili na rynek kalesony. Założona przez nich kanadyjska firma zajmuje się ich wyrobem do dziś. To też tłumaczy dlaczego kalesony były początkowo znane tylko w Kanadzie, gdy w tym czasie w Stanach Zjednoczonych królował „żelazny” Union suit. W 1941 roku  Arthur Kneibler opatentował bawełniane kalesony z Y-frontem (US Patent 2242526 A z 20 maja 1941 roku). Stały się one wzorem dla wielu późniejszych modeli znanych marek.
Kalesony stopniowo stawały się coraz bardziej popularne i zaczęły podbijać Stany Zjednoczone i Europę. Ich popularność osiągnęła apogeum, gdy stały się standardowym wyposażeniem umundurowania sił zbrojnych USA. W XIX wieku kalesony stały się również stałym elementem umundurowania wojskowego w Europie. Wiedeńczyk Johann Peter Frank słynny propagator higieny społecznej zalecał w swoim dziele opublikowanym 1783 roku pt. System einer vollständigen medicinischen Polizey aby bielizna armii cesarskiej w swoich sortach posiadała jednolite białe długie i krótkie spodnie, a także majtki i koszule. Niedługo potem bielizna taka stała się potem standardem niemal we wszystkich armiach XIX-wiecznego świata Żołnierze nosili je podczas I wojny światowej. Kalesony te były uformowane anatomicznie, poprzez wszycie w krocze dodatkowego trójkąta, posiadały rozporek oraz były zapinane na guziki. Ze względu na komfort i wygodę, jakie oferowały, mężczyźni wprowadzili je na stałe do swojej garderoby. Wojskowa wersja kalesonów firmy Stanfield, produkowana w USA dla sił zbrojnych, była na ogół wykonana z wełny. Wtedy też złapanych jeńców, gdy już byli rozbrojeni, na znak pogardy zaczęto wypuszczać z aresztów właśnie w kalesonach. Stąd też może zła sława kalesonów.
Po okresie wojennym nastąpił pewien zastój w produkcji jakiejkolwiek bielizny, w tym szczególnie kalesonów, lecz gdy sytuacja na dobre ustatkowała się po kilkunastu latach rozpoczęto produkcję bielizny męskiej pełną parą. Już w latach 80. XX w. rozpoczęto produkcję różnokolorowej bielizny. W latach 90. XX w. na rynek weszli pierwsi projektanci bielizny, co zapoczątkowało nowoczesne wzornictwo i przede wszystkim zmianę nazewnictwa na "bieliznę męską", które pozwoliło rozpocząć prawdziwą zabawę modą bieliźniarską. Można powiedzieć, że od tamtego momentu kierunek projektowania kalesonów zmierza, podobnie zresztą jak w przypadku bielizny damskiej, ku jak największemu erotyzmowi i eksponowaniu w tym przypadku męskich walorów.
Wizerunkowi kalesonów bardzo pomógł David Beckham, a właściwie jego kolekcja men’s underwear dla H&M-u. On sam jest idolem dla wielu, inspiracją, a z pewnością symbolem. Niedawno sam zaprojektował swoją linię bielizny dla sieciowej marki H&M, przyznał w rozmowie z dziennikiem "Daily Mail", że kalesony to bardzo wygodna i praktyczna część męskiej garderoby, która bardzo podoba się jego żonie. "Victoria uwielbia kiedy mam na sobie kalesony. Nakłania mnie żebym nosił je po domu i muszę przyznać jej sporo racji. Kalesony są bardzo wygodne i ciepłe" – przyznał piłkarz. Na efekty tej kampanii nie trzeba było długo czekać. W ciągu tygodnia w Wielkiej Brytanii sprzedaż kalesonów wzrosła o 140%. Choć może większą dźwignią handlu w tym wypadku okazała się sroga zima, dobrze, jeśli za noszeniem kalesonów opowiada się jeden z najlepiej ubranych i najbardziej ponętnych mężczyzn świata. Jak zauważą specjaliści monitorujący sprzedaż męskiej bielizny, kalesony stały się prawdziwym odzieżowym hitem ostatnich tygodni.

## Fason

Kalesony Karola XIV Jana, 1817-1844, króla Szwecji i Norwegii.

Współcześnie kalesony nie muszą wcale oznaczać bezkształtnego i smętnie zwisającego kawałka materiału, z którym w dodatku trzeba się szarpać, a co gorsza wystaje ze spodni. Obecnie w przypadku kroju kalesonów niebagatelną rolę odgrywa tzw. body mapping, czyli dostosowanie kroju i materiałów do anatomii człowieka. Na rynku dostępne są idealnie miękkie, dobrze przylegające do ciała kalesony. Uszyte są z wysokiej jakości materiałów, najczęściej bawełny, znanej ze swoich właściwości przepuszczania powietrza i pozwalającej oddychać skórze. Ich elastyczność sprawia, że mężczyzna czuje się tak, jakby nie miał nic pod spodem, jak również nie odczuwa żadnego ucisku. Są również estetyczne oraz dostępne w wielu różnych wzorach, także dyskretnym czarnym. Nawet jeśli coś wystaje to nie ma powodu do wstydu, ponieważ kalesony nie różnią się znacząco od zwykłych bokserek. Zadbano oczywiście także o okolice rozporka, tak aby w razie potrzeby nie było problemu z jego rozpięciem. Zaawansowane modele posiadają specjalną wkładkę podtrzymującą w okolicy krocza, co sprawia, że komfort noszenia jest jeszcze wyższy.
Kalesony znane są od ponad stu lat, mają bogatą historię. Najbardziej rozsławiły się na dzikim zachodzie, o czym możemy się przekonać oglądając westerny. To właśnie kalesony pomogły polskim żołnierzom zwyciężyć wojnę chroniąc ich przed mrozem. Także nasze prababcie znacząco przyczyniły się do wygranej łatając powstające w nich dziury. Nasi dziadkowie nie mieli wielkiego wyboru. Musieli nosić to, co było dostępne, często szyte ręcznie przez żony. A że materiał nie był rozciągliwy, to też musiały być obszerniejsze, do dołu zwężane. Szyto z rozporkami u nogawek, żeby panowie swobodnie nogi wkładali.

Kalesony z trokami, przełom XIX i XX wieku

Dawniej kalesony szyte były z miękkiej, puszystej tkaniny bawełnianej (flaneli), często ręcznie domowymi technikami. Wówczas w pasie wszywana był sznurek. Materiał nie był rozciągliwy, to też musiały być obszerniejsze, a do dołu zwężane. Rozporek, podobnie jak w spodniach, rozcięty był do końca, a górny brzeg kalesonów obszyty był szeroką taśmą tworzącą rodzaj pasa, który z jednej strony posiadał dziurkę, a z drugiej przyszyty był guzik. Ponieważ tkanina jest mniej elastyczna od dzianiny, wąskie końcówki nogawek rozcięte były na długości ok. 15–20 cm, co umożliwiało wsunięcie nogi do bardzo wąskiej nogawki. Nogawki zakończone były od dołu obrąbkiem wykonanym z tej samej tkaniny, o długości kilkakrotnie większej od obwodu. Wystające końce obrąbka tworzyły tzw. troki o długości kilkunastu centymetrów. Troki owijało się dookoła kostki i zawiązywało. Kalesony szyto również z płótna lnianego – bielizna zgrzebna.

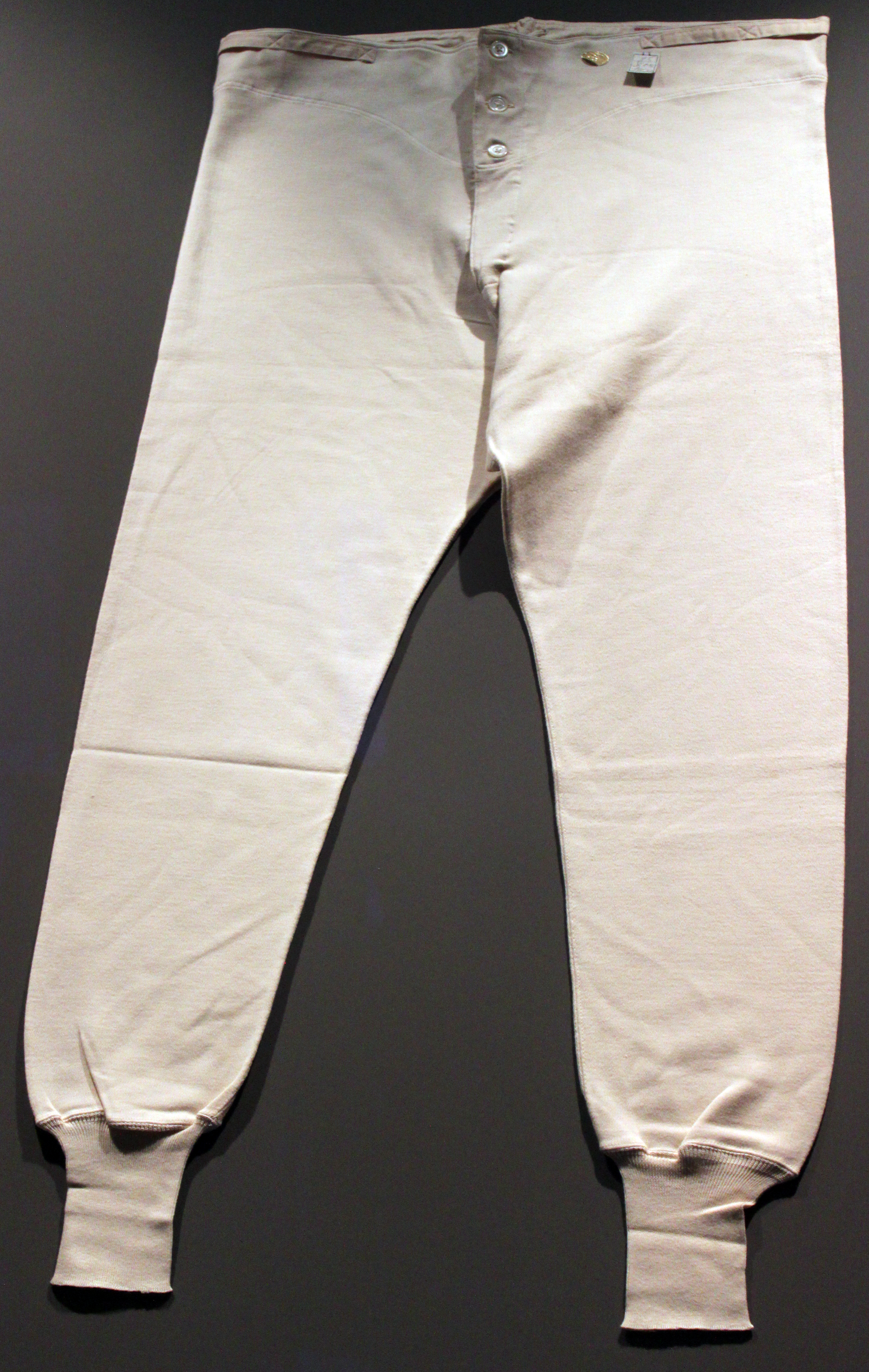
Kalesony wojskowe z 1930 roku

Nowocześniejszą wersję kalesonów posiadało w swoich sortach LWP w latach 70. i 80. XX w. Wyparły one spodnie wewnętrzne – Ispodnije briuki w typie kalesonów z bawełniano-lnianego materiału (Rozkaz z 1907 r. Nr 9 i 551), noszone pod spodniami wierzchnimi. Długi czas brakowało w wyposażeniu żołnierza takiego elementu. Kalesony zastąpiły stary wzór ocieplacza, który pełnił dodatkowo rolę dresu sportowego. W wojskowych kalesonach LWP zastosowano kilka praktycznych ulepszeń. Początkowo były wykonane z kortu wełnianego, ale ze względu na drogie koszty zastąpiono je wysokogatunkowym, mocnym płótnem bawełnianym (tzw. jodełka). Były dość szerokie, ale zwężane do kostek, zakończone nieuciskowymi elastycznymi ściągaczami (opinaczami przy kostkach). W biodrach brak było płaskiej gumki, ale zastosowano specjalnie wzmocnione (w tym miejscu użyto podwójnej warstwy tkaniny i wzmocnionego ściegu) oraz regulowanie specjalnym bawełnianym paskiem przypinanym z tyłu do części biodrowej guziczkami. Występowały też wersje wiązane lub wiązano-guzikowe. Aby wygodnie i szybko ściągać, ale przede wszystkim nakładać kalesony, co w warunkach wojskowych było dość istotne, to w pasie biodrowym wszyte jedynie były dwa guziki. Rozporek natomiast nie posiadał guzików. Kalesony takie były niezastąpionym elementem żołnierskiej bielizny w czasie srogich chłodów. Zapewniały komfort termiczny przy zachowaniu swobody ruchu. Kalesony były również często noszone podczas upalnych dni. Chroniły noszącego przed otarciami, odprowadzały pot od skóry, zapewniały świeżość. Rozmiar oznaczało się cyframi 1-3. Potocznie nazywane kabekaesami lub rybaczkami z troczkami. Podobieństwo do dzisiejszych kalesonów było bardzo duże. Zauważalne różnice to grubszy materiał, z którego były one wykonywane – przydatny w okresie wojennym szczególnie zimą oraz ciągłe używanie guzików, które już pod koniec XX w. zostają stopniowo wypierane przez pierwsze suwaki, gumki i tradycyjne zaszycie. W latach 80. XX w. wprowadzono już białe lub oliwkowe kalesony uformowane anatomiczne z wszytą gumką, aby podtrzymywać je w talii, wzmocnionym rozporkiem, wszytym klinem z podwójnej warstwy materiału, wzmacniającym je w kroczu, od wewnątrz ocieplane kunterkiem (z niem. – puszek). Całkowicie wyeliminowano guziki i różnego rodzaju wiązania.
Obecnie następuje coming out kalesonów z szafy i można się co rusz natknąć na elastyczne, przylegające do ciała, wykonane z dobrej jakości materiału i nie rażące bielą. Kalesony posiadają długie nogawki, najczęściej do kostek zakończone ściągaczami. W kroczu wzmocnione są wszytym klinem. Wzmocnienia w postaci wszytych łat mogą posiadać również nogawki w okolicach kolan. Mogą także posiadać nogawki sięgające powyżej połowy uda. Zatem rozróżniamy kalesony długie oraz kalesony krótkie, luźne i opięte (uformowane anatomicznie). Większość modeli kalesonów posiada na przodzie rozcięcie (rozporek), które umożliwiają mężczyźnie opróżnienie pęcherza bez zdejmowania bielizny, ale również bywają modele pozbawione rozporka. Istnieje kilka różnych wzorów rozporka będących w powszechnym użyciu, włączając standardowy otwór pionowy, poziomy, lub może przybierać również postać kangurzej torby (kangaroo pouch), H-fronts, Y-fronts, może być też zapinany na guziki lub też nie. Kalesony pasie mają wciąganą lub wszywaną gumkę mocującą je na talii użytkownika. W niektórych modelach kalesonów w pasie zamiast gumy zastosowano tzw. elaston (miękka dzianina ściągaczowa z bardzo wysoką domieszką lycry) produkowany na maszynach okrągłych o średnicach dostosowanych do poszczególnych rozmiarów. Szwy w kalesonach zamocowane są przeszyciem wstecznym w celu zabezpieczenia przed pruciem.
Ponieważ krój lub wzór kalesonów może znacząco wpłynąć na komfort użytkownika – jest to jednym z pierwszych elementów, które powinno się rozważyć przy ich zakupie. Wiele kalesonów jest uszyta jak spodnie, w którym dwie nogawki są po prostu zszywane w jedną całość. Wielu użytkowników akceptuje taki stan rzeczy ale obecność sporej ilości szwów może sprawiać, iż ten model kalesonów jest po prostu niewygodny. Może ograniczać ruchliwość, a szwy mogą ocierać ciało i przeszkadzać nawet w zwykłym użytkowaniu. Aby temu zaradzić, wymyślono odpowiednie wzmocnienia materiału (np. poprzez wszycie dodatkowej warstwy materiału) oraz bardziej skomplikowane modele kalesonów, umożliwiające wygodne wykonywanie ruchów i utrzymujące odpowiednią temperaturę ciała. Te o bardziej skomplikowanych krojach – a mogą występować w różnych fasonach – maja za zadanie zapewnić większy komfort. Ale nie zawsze tak jest. Trzeba pamiętać, iż im bardziej skomplikowany wzór tym więcej szwów a to z kolei powoduje mniejszą elastyczność oraz możliwość rozerwania bielizny.
Podstawowe warianty kalesonów to: spodnie (kalesony klasyczne) i getry. Getry sportowe to element bielizny technicznej, sportowej, termoaktywnej. Podstawową różnicą między bielizną specjalną a tradycyjną to tkanina z jakiej są wykonane. W przypadku kalesonów i getrów termoaktywnych zawsze będą one wykonane z materiałów cieńszych, umożliwiających odprowadzenie wilgoci i potu. Często materiały te obecne są w okolicach zgięć stawów, czyli w tych miejscach, które bardziej pracują podczas aktywności, natomiast grubsze i klasycznie kalesonowe materiały wykorzystywane są np. w pasie, okolicach krocza czy udach, dzięki czemu chronione są partie najbardziej narażone na działanie niskich temperatur. Dla codziennego funkcjonowania w czasie zimowym najlepsze będą kalesony klasyczne, wykonane z bawełny, lub getry wykonane z poliestru i materiałów mieszanych. Podstawową różnicą między męskimi a damskimi getrami jest oczywiście rozcięcie w postaci rozporka i mniej przylegający materiał w okolicach pośladków. Getry męskie są zatem dostosowane do męskiej budowy anatomicznej. Warto zaznaczyć także, że są znacznie wygodniejsze od tradycyjnych kalesonów, bo nie odczuwamy efektu podwójnych spodni, dzięki czemu nie deformują one naszej sylwetki. Czujemy się w związku z tym komfortowo.
Kolejnego podziału kalesonów można dokonać ze względu na przeznaczenie:
Lekkie kalesony (Lightweight Long Underwear) – najlżejsze i najcieńsze (w wojsku zwane letnimi). Sprawdzają się w cieplejszych warunkach lub dla tych, którzy łatwo się przegrzewają. Lekkie kalesony dobrze odprowadzają wilgoć jednak nie działają jak izolator.
Kalesony klasyczne (Midweight Long Underwear) – odprowadzają wilgoć, a także działają jako izolator. Sprawdzają się w zasadzie we wszystkich niskich temperaturach. Jest to najczęściej spotykany model kaleson i najczęściej używany przez sportowców, szczególnie przez narciarzy.
Grube kalesony (Heavyweight Long Underwear) – nie odprowadza wilgoci i służy jako izolator. Są idealne dla tych, którzy marzną i trenują w najbardziej ekstremalnych zimnych warunkach.

## Tkaniny używane do produkcji
Tkanina to najważniejszy element w kalesonach. Chodzi o to, by wchłaniały pot i jednocześnie ułatwiały jego wydalanie z ciała. Dobrze, jeżeli przylegają do ciała. Produkuje się różne rodzaje męskich kalesonów wykonanych z cienkich materiałów, idealnie przylegających. Do materiałów klasycznych mogą być dołączane elementy specjalnych tkanin antybakteryjnych, antyseptycznych lub takich, które minimalizują zapach potu, np. tzw. srebrną nić (jony srebra) lub wiskozę. Dobre kalesony o podstawowym przeznaczeniu bieliźniarskim szyte są najczęściej z bawełny, wełny i materiałów sztucznych, takich jak elastan, poliester czy wiskoza, lub z połączeń naturalnych i sztucznych elementów. Bazę materiałową stanowi najczęściej bawełna, która jest lekka, delikatna, chroni przed mrozem, a w ciepłych pomieszczeniach wchłania pot. Jakkolwiek tradycyjne kalesony mogą wydawać się nieco wstydliwym rozwiązaniem, zimą w trakcie wypadów na tereny mocno zaśnieżone są w zasadzie koniecznością. Najlepszym wyborem mogą być specjalne kalesony termoaktywne bądź termiczne, które zapewniają wysoki poziom eksportu wilgoci z ciała, co przy aktywności – np. jazdy na nartach – jest oczywiście niezwykle ważne. Do codziennego funkcjonowania polecane są kalesony bawełniane.
Bawełna to chyba najpopularniejszy materiał dostępny na polskim rynku i właściwie nic dziwnego, gdyż spełnia on wszystkie wymogi postawione przez mężczyzn w tej kwestii.Bawełna jest miła dla skóry, lekka i przewodząca powietrze. Materiał ten oddycha, wchłania pot oraz gwarantuje doskonałą izolację nóg przed chłodem.Są tanie i gwarantują komfort termiczny w granicach temperaturowych od -10 °C do +5 °C.
Na naprawdę mroźne dni świetnym materiałem będzie wełna, najlepiej z owiec merynosów (to z tej wełny wykonane są oryginalne buty typu emu). Wełna ta jest przyjemna w dotyku, przyjazna dla ciała, które ogrzewane jest w zimnie, a chłodzone w cieple. Wełna merynosów nie podrażnia i nie uczula. Co ważne, ma funkcję odwilżania, co w praktyce oznacza, że nawet w sytuacji zmoczenia kalesony pozostaną suche. Kalesony wełniane są nieco droższe. W zasadzie cena idzie również w parze z jakością, więc wybór powinien ograniczać się do grubości naszego portfela oraz przeznaczenia bielizny. Grzeją podczas ujemnych temperatur i oddają ciepło, kiedy jest gorąco. Można zaliczyć je więc do grupy bielizny termoaktywnej. Wełna dobrze dopasowuje się do naszej skóry, jest bardzo ciepła i przyjazna dla ciała. Gwarantuje komfort termiczny w granicach temperaturowych od -20 °C do +15 °C.
Kalesony i getry typu marino to rodzaj bielizny termoaktywnej, którą poleca się szczególnie na zimową (i nie tylko) rekreację i aktywność sportową. Mogą być traktowane także jako bielizna izolująca, dlatego bywają wykorzystywane przez surferów, wędkarzy czy alpinistów. Kalesony wełniane również wzbogacane są o sztuczne materiały, co obniża ich stosunkowo drogą cenę.
Kalesony wykonane z materiałów sztucznych spełniają swoją podstawową funkcję chroniącą przed chłodem i wiatrem. Wydalają też pot, nie pochłaniając go, dzięki czemu skóra nie jest mokra i przepocona. Poliestry najczęściej w tym przypadku łączone są z elastanem, rzadziej z bawełną, wzbogacane o materiały antybakteryjne. Kalesony te to najczęściej bielizna techniczna, sportowa, przeznaczona dla osób aktywnych fizycznie, zimą zakładana przez narciarzy, alpinistów, łyżwiarzy, itp. Kalesony tego typu doskonale chronią przed zimnem i wiatrem, mają właściwości oddychające, doskonale absorbują i odprowadzają pot. Szybko wysychają. Są bardzo lekkie i idealnie dopasowują się do ciała (dla niektórych może aż za bardzo).
Kalesony muszą się doskonale prać i nie gnieść się. Również powinno się ja łatwo suszyć. Nie powinny wymagać prasowania. Wykonane z bawełny można zazwyczaj prac w pralkach a niektóre rodzaje można nawet prać w dziewięćdziesięciu stopniach.
Widać zatem, iż technologia produkcji kalesonów się zmienia. Wykorzystuje się coraz to nowsze i delikatniejsze tkaniny. Jeszcze 10 lat temu, kalesony robiono głównie z wszelkiej maści włóczek, co faktycznie miewało kobiece znamiona. Dziś producenci nie wrzucają już nam na głowę takiego kłopotu – kalesony przypominają często zwykłe spodnie dresowe bądź getry. Dostępne są we wszelakich odcieniach i fasonach. Zaczyna się je traktować jako najzwyklejszy element zimowej garderoby jak czapka czy szalik.

## Kalesony w pop-kulturze
Kalesony budzą wiele pozytywnych skojarzeń. Staropolskie przysłowie głosi "bliższe ciału kalesony niż garnitur przystrojony". Kalesony chronią przed zimnem i zmiękczają niewygodę twardego siedzenia. Znane są z historii przypadki użycia kalesonów do różnych szlachetnych celów np. jako sznura do ucieczki z płonącej wieży, albo z sypialni zmrożonej, nagłym powrotem męża, kochanki. O kalesonach wyśpiewywano piosenki, pisano wiersze i opracowania naukowe, a niejaki Hokus-Pokus w swoim popisowym magicznym numerze zamykał się w pancernej szafie związany kalesonami z krokodylem.
Znana jest anegdota Adama Grzymały-Siedleckiego dotyczącego marszałka Józefa Piłsudskiego. W początkach 1909 roku, Piłsudski przebywał w Zakopanem. Spotkał się wówczas ze Stefanem Żeromskim, który podaje taką anegdotę. "To była proletariacka mizeria... Zastałem go siedzącego przy stole, stawiającego pasjansa. Siedział w kalesonach, bo jedyną parę spodni, jaką posiadał, oddał właśnie krawcowi do zacerowania dziur (...) założyłem sobie [powiedział Piłsudski], że jeśli mi ten pasjans wyjdzie, to będę dyktatorem Polski".

## Właściwości kalesonów
Chronią przed zapaleniem pęcherza i nerek. Modne krótkie kurtki zimowe nie uchronią nerek przed mrozem. Plecy muszą być dokładnie przykryte. To samo dotyczy brzucha, gdzie znajdują się mało odporny na mróz pęcherz.
Kalesony pozwalają też utrzymać stałą temperaturę ciała. Dzięki temu zmniejsza się ryzyko przeziębienia.
Pozwalają uniknąć bolesnego zapalenia korzonków nerwowych. Zapalenie może doprowadzić do kamieni nerkowych, których wydalanie z organizmu porównywalne jest do bólu porodowego.
Chronią genitalia przed wychłodzeniem i niepłodnością. Na wychłodzenie narażone są przede wszystkim jądra, co może się skończyć nawet utratą płodności. Oddalają ryzyko wychłodzenia całego organizmu.
Dzięki kalesonom dodatkową ochronę otrzymują również nogi. Wychodząc na mróz powinniśmy chronić każdą część ciała. Kilka godzin wystarczy aby wyziębić organizm.